# Tour della nazionale maschile di rugby a 15 dell'Italia 2014
Nel giugno 2014, la nazionale italiana di rugby intraprese un tour in Asia e nelle Isole del Pacifico. Furono previsti tre test match contro, nell'ordine, Figi a Suva, Samoa ad Apia e Giappone a Tokyo, tra il 7 e il 21 giugno.
Il commissario tecnico della nazionale Jacques Brunel convocò due esordienti, Alberto De Marchi (Benetton Treviso) e Dario Chistolini (Zebre).
A causa dell'indisponibilità del capitano titolare Sergio Parisse fu nominato al suo posto l'italo-sudafricano Quintin Geldenhuys, all'epoca già 46 volte internazionale per l'Italia.
Il rugby italiano si presentava al tour con un bilancio deludente, con molti giocatori fuori forma, la nazionale reduce dal Whitewash al Sei Nazioni 2014 e le proprie rappresentanti in Pro12 agli ultimi due posti dell'edizione appena conclusa.
Il primo incontro a Figi confermò il trend: dopo un primo tempo chiuso in vantaggio per 7-5 la squadra perse terreno e non seppe rendere l'onda d'urto dei figiani, che vinsero quasi tutti i contrasti e realizzarono 20 punti nella ripresa; per l'Italia solo una seconda meta tecnica quasi alla fine servì solo a limitare il passivo, che fu di 14-25.
Una settimana più tardi, ad Apia, l'Italia cedette a Samoa al termine di una partita in cui non concesse mete (né ne marcò), ma nella quale, a causa della propria indisciplina in mischia chiusa, troppo fallosa, concesse sette calci di punizione, cinque dei quali trasformati per un totale di 0-15.
La terza partita, a Tokyo, si risolse in un'ennesima sconfitta, la prima di sempre contro il Giappone: benché il tabellino (23-26) registri due mete trasformate per parte e la differenza stia solo in un calcio piazzato, gli asiatici conducevano al 60' per 26 a 16 e non avevano dato segni di cedimento, anzi dominando in mischia chiusa, negli ultimi anni punto di forza degli italiani.

## Risultati
| Arbitro: | J. P. Doyle |

|                                            |      |                  |
| Nadolo 19’ Waqaniburotukula 60’ Nalaga 78’ | mt   | 10’, 76’ tecnica |
| Ralulu 60’ Nadolo 78’                      | tr   | 10’, 76’ Orquera |
| Nadolo 66’, 71’                            | c.p. |                  |

| Arbitro: | George Clancy |

|                                 |      |  |
| T. Pisi 10’, 24’, 30’, 47’, 69’ | c.p. |  |

| Arbitro: | Jaco Peyper |

|                             |      |                          |
| Yamada 5’ Sa'u 60’          | mt   | 18’ tecnica 76’ Barbieri |
| Gorōmaru 6’, 61’            | tr   | 19’ Orquera 77’ Allan    |
| Gorōmaru 14’, 22’, 43’, 48’ | c.p. | 8’, 33’, 52’ Orquera     |